# Ermita de Sant Joan (Begís)
L'Ermita de Sant Joan de Begís, a la comarca de l'Alt Palància, és un temple  catòlic que està catalogat com a Bé de Rellevància Local amb codi identificatiu: 12.07.022-003, segons consta a la Direcció General de Patrimoni Artístic de la Generalitat Valenciana.

## Història
L'ermita va ser construïda entre els segles  XIII i el  XIV, seguint un estil popular.
És també coneguda com a  'Ermita de Arteas de Baix, per estar situada al mas d'Arteas, concretament a Arteas de Baix, llogaret pertanyent al municipi de Begís.
Aquesta mas d'Arteas es localitza als voltants de la Serra d'Andilla, a una altitud de 900 metres, amb dos nuclis poblacionals: Arteas de Arriba i Arteas de Abajo; els quals tenen molt pocs habitants. Es troben a uns escassos sis quilòmetres del municipi de Begís, al qual s'arriba seguint un camí asfaltat en direcció est.
Hi ha constància de l'existència, des d'època medieval, d'una ermita dedicada a San Joan, que se situava a l'antic camí de Torás, prop de la Penya Chiquín. En produir-se, amb el pas del temps, la separació d'ambdues poblacions (any 1842), l'ermita va quedar en terme de Torás, mentre que la imatge del sant i la campana es traslladaren a Arteas de baix, procedint-se a la construcció d'una nova ermita a Sant Joan.
Actualment es pot contemplar a la part baixa del mas, propera al camí d'entrada al llogaret pel pont sobre el riu Canales.
Només el dia de Sant Joan Baptista i durant les festes patronals, a l'agost, l'ermita s'usa per al culte, romanent la resta de l'any tancada al públic.

## Descripció
Es va construir de maçoneria i contraforts laterals exteriors.
Exteriorment és un edifici exempt, que presenta una façana (tota ella blanca) d'un sol cos que acaba en una senzilla espadanya (inclosa en el cos de maçoneria amb arrebossat en forma de capella), d'una sola campana. La teulada és a dues aigües i està a nivell més baix que la façana, ja que aquesta cobreix fins a l'espadanya. Es cobreix amb teula.
La porta d'entrada està reformada i presenta una llinda de dovelles en forma d'arc de mig punt. Per sobre de la porta es pot veure una finestra en forma d'arc de mig punt com la porta.
Interiorment és de planta de nau única amb dos  crugies, separades per suports de murs i pilastres, amb arcs apuntats. La coberta interior antany va ser de fusta i a dues aigües, però després d'intervencions efectuades, actualment, és una volta de canó.
Presenta cor a la part alta, el qual data del segle xvii, que s'il·lumina gràcies a la finestra situada damunt de la porta.